# Вуоринен, Лаури
Лаури Вуоринен (фин. Lauri Vuorinen; род. 1 января 1995, Перниё, Турку-Пори) — финский лыжник, двукратный призёр чемпионата мира 2025 года. Призёр этапов Кубка мира. Участник зимних Олимпийских игр 2018 и 2022 годов.

## Биография
Лаури Вуоринен родился 1 января 1995 года в Перниё. Живёт в Рованиеми и выступает за местный лыжный клуб.
В феврале 2013 года принял участие в Европейском юношеском Олимпийском фестивале в Румынию. Завоевал бронзовую награду в спринте. Через месяц Лаури дебютировал на этапе Кубка мира, стал 60-м в спринте в финском Лахти.
С 2017 года Вуоринен регулярно выступал на этапах Кубка мира. В феврале 2018 года вошёл в состав Олимпийской сборной Финляндии. На зимних Играх в Южной Корее финский лыжник участвовал только в спринте и занял 28 место.
В 2019 году Вуоринен дебютировал на взрослом чемпионате мира. В Австрии в спринтерской гонке занял итоговое 34-е место.
В феврале 2021 года Вуоринен впервые в карьере стал чемпионом Финляндии. Выиграл спринтерскую гонку и получил право представлять страну на чемпионате мира в Германии, где стал только 15-м.
В 2022 году принял участие в Олимпийских играх. В Пекине Лаури вновь участвовал только в спринте и в финале показал 14-й результат.
В марте 2024 года Лаури впервые поднялся на подиум этапа Кубка мира, в Лахти завоевал бронзу в спринте. За этим последовало второе место в спринте на этапе в Швеции. По итогам сезона 2023/2024 годов он занял девятое место в общем спринтерском зачёте.
Сезон 2024/2025 годов Вуоринен начал с подиума на первом этапе Кубка мира в Руке. На чемпионате мира 2025 года в Тронхейме в спринтерской гонке она завоевал бронзовую медаль, уступив только Йоханнесу Клебо и Федерико Пеллегрино. В командном спринте стал серебряным призёром. 

## Результаты на крупнейших соревнованиях

### Зимние Олимпийские игры
| Олимпийские игры | Спринт | Командный спринт | 15 км раздельный старт | 15+15 км | 50 км масс-старт | Эстафета |
| ---------------- | ------ | ---------------- | ---------------------- | -------- | ---------------- | -------- |
| 2018 Пхёнчхан    | 29     | —                | —                      | —        | —                | —        |
| 2022 Пекин       | 14     | —                | —                      | —        | —                | —        |

### Чемпионаты мира по лыжным видам спорта
| Чемпионат мира  | Спринт | Командный спринт | 15 км раздельный старт | 15+15 км | 50 км масс-старт | Эстафета |
| --------------- | ------ | ---------------- | ---------------------- | -------- | ---------------- | -------- |
| 2019 Зефельд    | 34     | —                | —                      | —        | —                | —        |
| 2021 Оберстдорф | 15     | —                | —                      | —        | —                | —        |
| 2023 Планица    | 32     | —                | —                      | —        | —                | —        |